# Бен Бредшоу
Бенджамін Пітер Джеймс Бредшоу (англ. Benjamin Peter James Bradshaw; нар. 30 серпня 1960, Лондон, Англія) — британський журналіст і політик-лейборист.

## Життєпис
Є сином англіканського вікарія. Його брат, Джонатан, є професором Університету Йорка, де він займається соціальною політикою.
Він вивчав англійську та німецьку мови в Університеті Сассекса. Бредшоу також додатково навчався в Університеті Фрайбурга (Німеччина). З 1982 по 1983 він був учителем англійської мови у Технічному коледжі Вінтертура (Швейцарія).
У 1984 році він почав свою кар'єру в журналістиці, ставши репортером Exeter Express and Echo, а у 1985 — Eastern Daily Press у Норвічі. У 1986 році він став журналістом BBC Radio Devon. У 1989 році, працюючи у Берліні як кореспондент BBC, став свідком падіння Берлінської стіни. У 1991 році він приєднався до програми BBC World At One, на якій він працював до перемоги на парламентських виборах. У 1993 році він виграв SONY News Reporter Award.
У 1997 була вперше обраний до Палати громад. Заступник керівника Палати громад (2002–2003), державний міністр охорони здоров'я (2007–2009), міністр з питань культури, ЗМІ і спорту (2009–2010).
Коли він став членом парламенту, Бредшоу був одним з перших депутатів, які відкрито заявляють про свою гомосексуальність. 24 липня 2006 Бредшоу і його партнер, Ніл Далглейшем (продюсер BBC) легалізували свій статус.